# Prozor (Chorwacja)
Prozor – wieś w Chorwacji, w żupanii licko-seńskiej, w mieście Otočac. W 2011 roku liczyła 893 mieszkańców.
Jest położony w zachodniej Lice, na wysokości 540 m n.p.m., 5 km na południowy wschód od Otočaca.
Miejscowa gospodarka opiera się na rolnictwie.